# Суперкубок Північної Ірландії з футболу
Суперку́бок Півні́чної Ірла́ндії з футбо́лу — одноматчевий турнір, у якому грають володар кубка Північної Ірландії та чемпіон попереднього сезону. У випадку, якщо кубок і чемпіонат вигравала одна команда, то в суперкубку грали перша та друга команди чемпіонату. Проходив з 1992 по 2000 роки. У 2014 році турнір відродився.

## Переможці та фіналісти
| Клуб              | Перемоги              | Роки                                     | Фінали           |
| ----------------- | --------------------- | ---------------------------------------- | ---------------- |
| Лінфілд           | 4 (1 трофей поділено) | 1993 (трофей поділено), 1994, 2000, 2017 | 2022, 2025       |
| Крузейдерс        | 2                     | 2022, 2023                               | 2015, 2016       |
| Кліфтонвілль      | 2                     | 1998, 2014                               | 2024             |
| Гленторан         | 2 (1 трофей поділено) | 1992 (трофей поділено), 2015             | 1998, 1999, 2000 |
| Гленавон          | 2 (1 трофей поділено) | 1992 (трофей поділено), 2016             | —                |
| Ларн              | 1                     | 2024                                     | 2023             |
| Данганнон Свіфтс  | 1                     | 2025                                     | —                |
| Портадаун         | 1                     | 1999                                     | —                |
| Бангор            | 1 (трофей поділено)   | 1993 (трофей поділено)                   | 1994             |
| Балліміна Юнайтед | —                     | —                                        | 2014             |
| Колрейн           | —                     | —                                        | 2017             |